# Matheus Sales
Matheus de Sales Cabral (Guarulhos, 13 maggio 1995) è un calciatore brasiliano, centrocampista del Mirassol.

## Caratteristiche tecniche
È un mediano.

## Carriera
Cresciuto nelle giovanili del Palmeiras, ha esordito in prima squadra il 25 ottobre 2015 in un match perso 2-0 contro lo Sport Recife.

## Statistiche

### Presenze e reti nei club
Statistiche aggiornate al 24 dicembre 2017.
| Stagione        | Squadra         | Campionato      | Campionato | Campionato | Coppe nazionali | Coppe nazionali | Coppe nazionali | Coppe continentali | Coppe continentali | Coppe continentali | Altre coppe | Altre coppe | Altre coppe | Totale | Totale | Totale |
| Stagione        | Squadra         | Comp            | Pres       | Reti       | Comp            | Pres            | Reti            | Comp               | Pres               | Reti               | Comp        | Pres        | Reti        | Pres   | Reti   |        |
| --------------- | --------------- | --------------- | ---------- | ---------- | --------------- | --------------- | --------------- | ------------------ | ------------------ | ------------------ | ----------- | ----------- | ----------- | ------ | ------ | ------ |
| 2015            | Palmeiras       | A+PAU           | 4+0        | 0          | CB              | 3               | 0               |                    | -                  | -                  |             | -           | -           | 7      | 0      |        |
| 2016            | Palmeiras       | A+PAU           | 11+7       | 0          | CB              | 1               | 0               | CL                 | 2                  | 0                  |             | -           | -           | 21     | 0      |        |
| 2017            | Bahia           | A+BAI           | 14+8       | 0          | CB              | 0               | 0               |                    | -                  | -                  | CDN         | 4           | 0           | 26     | 0      |        |
| Totale carriera | Totale carriera | Totale carriera | 44         | 0          |                 | 4               | 0               |                    | 2                  | 0                  |             | 4           | 0           | 54     | 0      |        |

## Palmarès

### Club

#### Competizioni nazionali
- Coppa del Brasile: 1

Palmeiras: 2015
- Campionato brasiliano: 1

Palmeiras: 2016
- Campionato sudcoreano: 1

Ulsan HD: 2024

#### Competizioni regionali
- Copa do Nordeste: 1

Bahia: 2017